# Territorio del Norte
El territorio del Norte (del inglés: Northern Territory) es uno de los dos territorios continentales que, junto con los seis estados y los seis territorios insulares, conforman la Mancomunidad de Australia. Su capital y ciudad más poblada es Darwin. Está ubicado al centro-norte del país, limitando al norte con el mar de Timor y el mar de Arafura, al noreste con el golfo de Carpentaria, al este con Queensland, al sur con Australia Meridional y al oeste con Australia Occidental. Con 249.300 habitantes (datos de diciembre de 2021), es el menos poblado de los estados o territorios continentales.
Aparte de la capital, otras ciudades importantes son Palmerston, Alice Springs, Katherine, Tennant Creek y Nhulunbuy, a grandes líneas ubicadas en el eje determinado por la autopista Stuart, que termina en Puerto Augusta en el estado de Australia Meridional. Otra vía de comunicación muy importante del territorio es The Ghan, un tren que recorre Australia de Sur a Norte, partiendo desde Adelaida con destino a Darwin. Los residentes del territorio del Norte son conocidos como territorianos, o más raramente, como centralianos.

## Historia
Los aborígenes australianos llevan viviendo cerca de 40 000 años en el actual Territorio del Norte, manteniendo lazos comerciales con los pueblos de la actual Indonesia durante por lo menos cinco siglos.

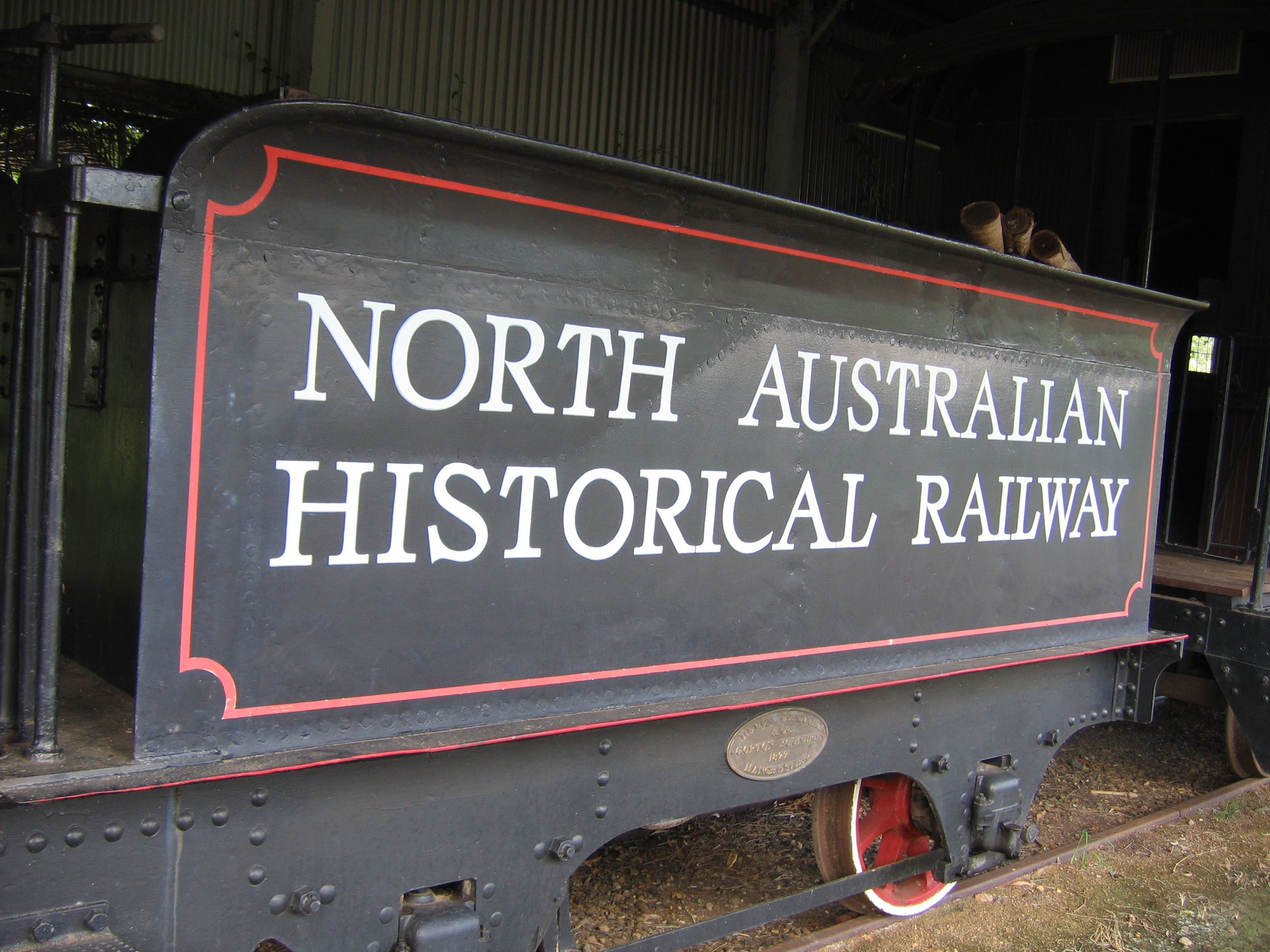
Se construyó un ferrocarril entre Palmerston y Pine Creek entre 1883 y 1889.

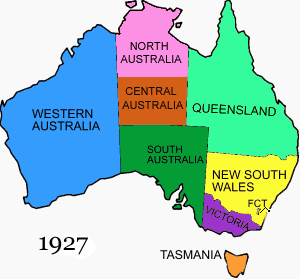
Australia en 1927. El Territorio del Norte estaba dividido en dos: Australia Septentrional y Australia Central.

Hubo cuatro intentos de establecer un asentamiento en la costa norte australiana. De ellos, tres fueron infructuosos debido a las difíciles condiciones de la región. El Territorio del Norte formó parte de Nueva Gales del Sur desde 1825 hasta 1863 y pasó a formar parte de Australia del Sur hasta 1911. El 1 de enero de aquel año, fue separado de Australia del Sur y transferido al control de la Mancomunidad de Australia.
También se construyó un ferrocarril entre Palmerston y Pine Creek entre 1883 y 1889. El ganado vacuno y la minería se desarrollaron durante ese período, y hacia 1911 había 513.000 cabezas de ganado. Victoria River Downs fue de hecho en un determinado momento el principal productor de carne a nivel mundial. Se encontró oro en Grove Hill en 1872 y en Pine Creek, Brocks Creek, Burrundi, así como cobre en Daly River.
Desde 1926 hasta 1931, el Territorio del Norte se dividió en dos provincias, Australia Septentrional y Australia Central, siendo el paralelo 20 la frontera y sus capitales Darwin y Alice Springs. Poco después, en el Kimberley Plan partes del Territorio del Norte se consideraron dentro del proyecto de constitución de un estado judío.
Durante la Segunda Guerra Mundial, la mayor parte de la zona norte del territorio (el Top End) estuvo bajo mando militar, el único en la historia de Australia desde su independencia. Al acabar la contienda, se devolvió la soberanía a la Mancomunidad. La presencia militar, no obstante, sigue siendo importante dentro del territorio, ya que en el centro del mismo, cerca de Alice Springs, está ubicada la base militar de Pine Gap, utilizada conjuntamente por los ejércitos australiano y estadounidense. La primera Asamblea Legislativa fue creada en 1978.
El Territorio del Norte fue, durante un breve tiempo, uno de los pocos lugares del mundo donde se permitía la eutanasia voluntaria, hasta que el parlamento federal australiano derogó la legislación.

## Política
La Asamblea Legislativa del Territorio del Norte tiene las mismas competencias que los gobiernos de los demás estados australianos. Esta atribución de poderes no se hace a través de una Constitución sino a partir de una delegación expresa del gobierno federal.
Los dos partidos políticos dominantes en el Territorio del Norte son el conservador Partido Liberal del País (CLP), y el socialdemócrata Partido Laborista Australiano (ALP). Actualmente, el primer ministro es Michael Gunner del ALP, tras imponerse en las elecciones de 2016, donde ganaron por amplio margen al obtener 18 representantes, mientras que los restantes son 2 del CLP y 5 independientes.
Los electores pueden votar a dos representantes para el Parlamento de Australia y a dos en el Senado.
La composición actual de la Asamblea Legislativa se determinó en 2021. Es la siguiente:
|  | 39.43 % |

|  | 31.34 % |

|  | 12.90 % |

|  | 10.74 % |

|  | 53.3 % |

|  | 46.7 % |

|  | 96.54 % |

|  | 3.46 % |

|  | 100 % |

|  | 74.94 % |

### Referéndum de 1998

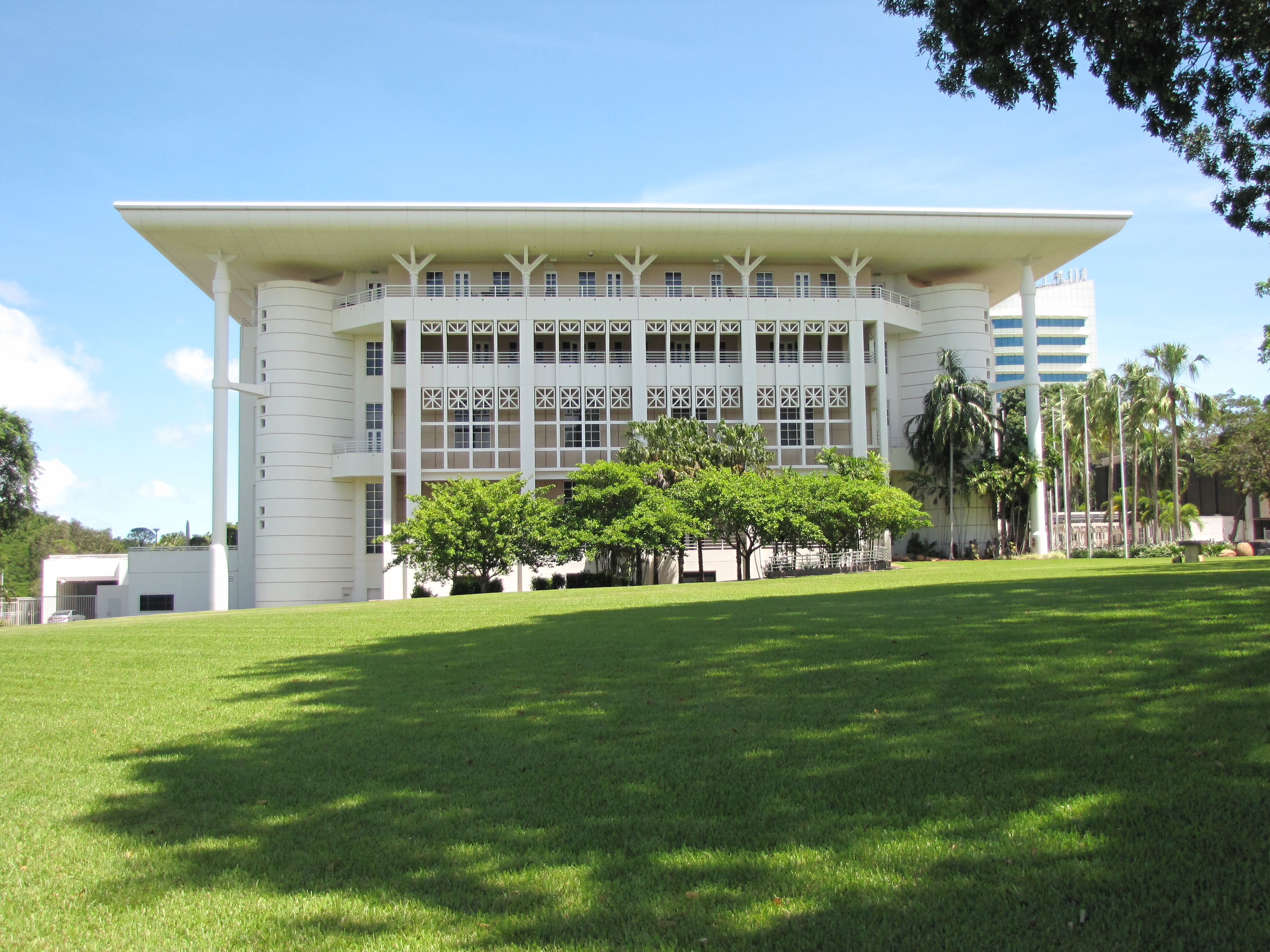
Edificio de la Asamblea Legislativa en Darwin.

En 1998 se realizó un referéndum fallido con el fin de determinar la constitución del territorio como estado. El voto negativo en el referéndum fue inesperado, tanto para el gobierno territorial como el federal, puesto que las encuestas mostraban un gran apoyo por parte de los habitantes del territorio para constituirse en estado. Sin embargo, era potestad del gobierno federal decidir los términos en los que un territorio se constituía en estado.
Los términos ofrecidos al Territorio del Norte proponían que este tuviese tres senadores, una cifra muy diferente a los doce de que disponían los estados originales, debido a la diferencia de población del territorio respecto a los estados existentes. También se ha citado el enfoque, calificado de arrogante, del ministro principal del territorio, Shane Stone, que había propuesto una constitución sancionada por una Asamblea Constituyente no elegida. Así, los habitantes del territorio rechazaron constituirse en estado en los términos ofrecidos.
De ser aprobado mediante un nuevo referéndum en un futuro no muy lejano, el nuevo estado necesitaría un nuevo topónimo, entre los cuales, el más popular es Australia Septentrional o Australia del Norte (del inglés: North Australia).

## Demografía
| Gráfica de evolución demográfica de Territorio del Norte entre 1901 y 2056 |
|                                                                            |

La mayor parte de la población se encuentra concentrada alrededor de la autopista Stuart, que une Darwin con el sur de Australia. El resto de la población habita en pequeños asentamientos dispersos por todo el territorio.

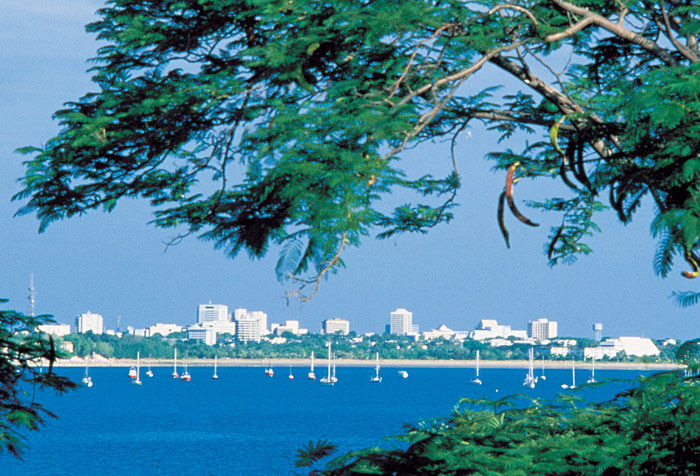
Darwin desde el East Point.

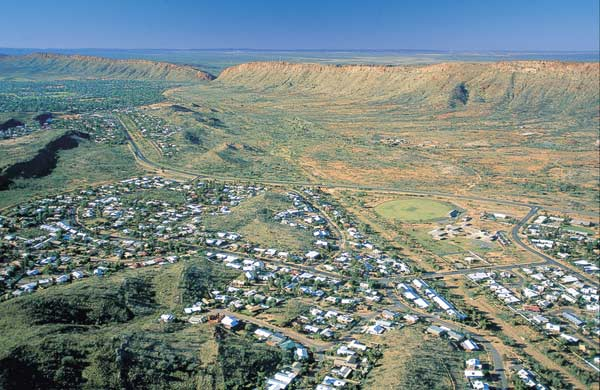
Vista aérea de Alice Springs.

A finales del 2006 el Territorio del Norte registró una población de 212 600 habitantes, conocidos como territorianos, presentando un aumento del 1,8 % desde el 2001. Su población corresponde al 1 % del total nacional. A finales de 2008 se calcula que tuvo 221 100 habitantes, para un crecimiento del 2,2 %, el segundo mayor del país junto a Queensland y después de Australia Occidental, que creció un 2,4 %. Sin embargo, su densidad es bajísima, apenas 0.6 hab./km².
Su población es la más joven del país, registrando el mayor porcentaje de habitantes bajo los 15 años y el menor por encima de los 65. Su promedio de edad es de 30,3 años, casi seis menos que la media nacional. También tiene la mayor tasa de natalidad, lo que posibilita que sea la zona del país con un mayor aumento anual de población.
Cuenta con más de cien nacionalidades y más de cincuenta organizaciones que representan grupos étnicos. De su población, el 68,4 % es de origen europeo, proviniendo principalmente de ancestros ingleses, irlandeses, escoceses, y en menor medida alemanes e italianos. Los aborígenes australianos constituyen el 32,5 % de la población. Una minoría importante es la china, que representa cerca del 2 %, y todavía existe una minoría timoresa compuesta por refugiados que huyeron de Timor Oriental durante la ocupación indonesia de este país.
A los aborígenes australianos pertenece el 49 % de la tierra, pero su expectativa de vida es menor que la del promedio del Territorio y de Australia, ya que fallecen unos 11 años antes que el australiano promedio. Dentro de las comunidades de aborígenes, se encuentran los pitjantjatjara cerca de Uluru, los arrernte cerca de Alice Springs, los luritja entre los anteriores, más al norte los warlpiri, y los yolngu, en la zona oriental de la Tierra de Arnhem.
Según el censo 2006 el 13.8 % de la población nació en ultramar. El 2.6 % de los territoriales nacieron en Inglaterra, el 1.7 % en Nueva Zelanda, el 1 % en las Filipinas, el 0.6 % en los EUA y el 0.5 % en Timor Oriental.
El 54 % de los territorianos vive en la capital, Darwin, situada en el Top End. En área metropolitana y en la cercana Palmerston, viven cerca de 121 000 personas. Menos del 50 % de su población vive en áreas rurales.
| Posición | División estadística/Distrito | Población (2008) |
| -------- | ----------------------------- | ---------------- |
| 1        | Darwin                        | 120.652          |
| 2        | Palmerston                    | 28.621           |
| 3        | Alice Springs                 | 27.481           |
| 4        | Katherine                     | 9.912            |
| 5        | Nhulunbuy                     | 4.849            |
| 6        | Tennant Creek                 | 3.494            |
| 7        | Wadeye                        | 2.322            |
| 8        | Jabiru                        | 1.287            |
| 9        | Yulara                        | 1.186            |

### Religión
El 53,6 % de los territorianos es cristiano. El grupo mayoritario son los católicos, con el 20,3 % del total, seguidos por los anglicanos con el 12,7 %, los miembros de la Iglesia Unificada con el 7 % y los luteranos con el 3,6 %. El budismo es la principal religión entre las no cristianas, con el 1,4 % de fieles, seguido por el islam con el 0,5 % y el hinduismo con el 0,2 %. Cerca del 22 % afirma no tener religión.

### Derechos de propiedad de la tierra

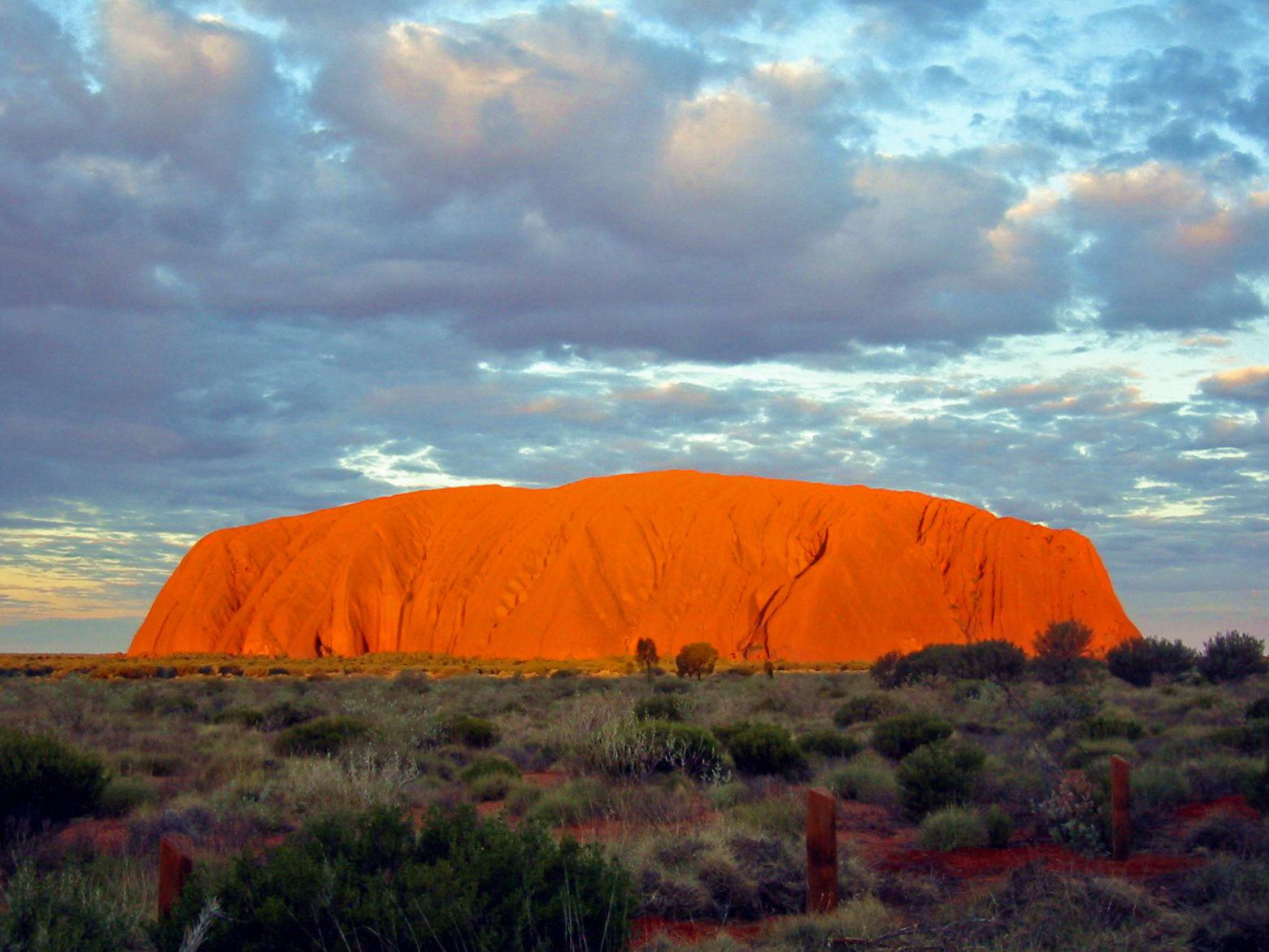
El monte Uluru, un sitio crucial de la cultura aborigen australiana.

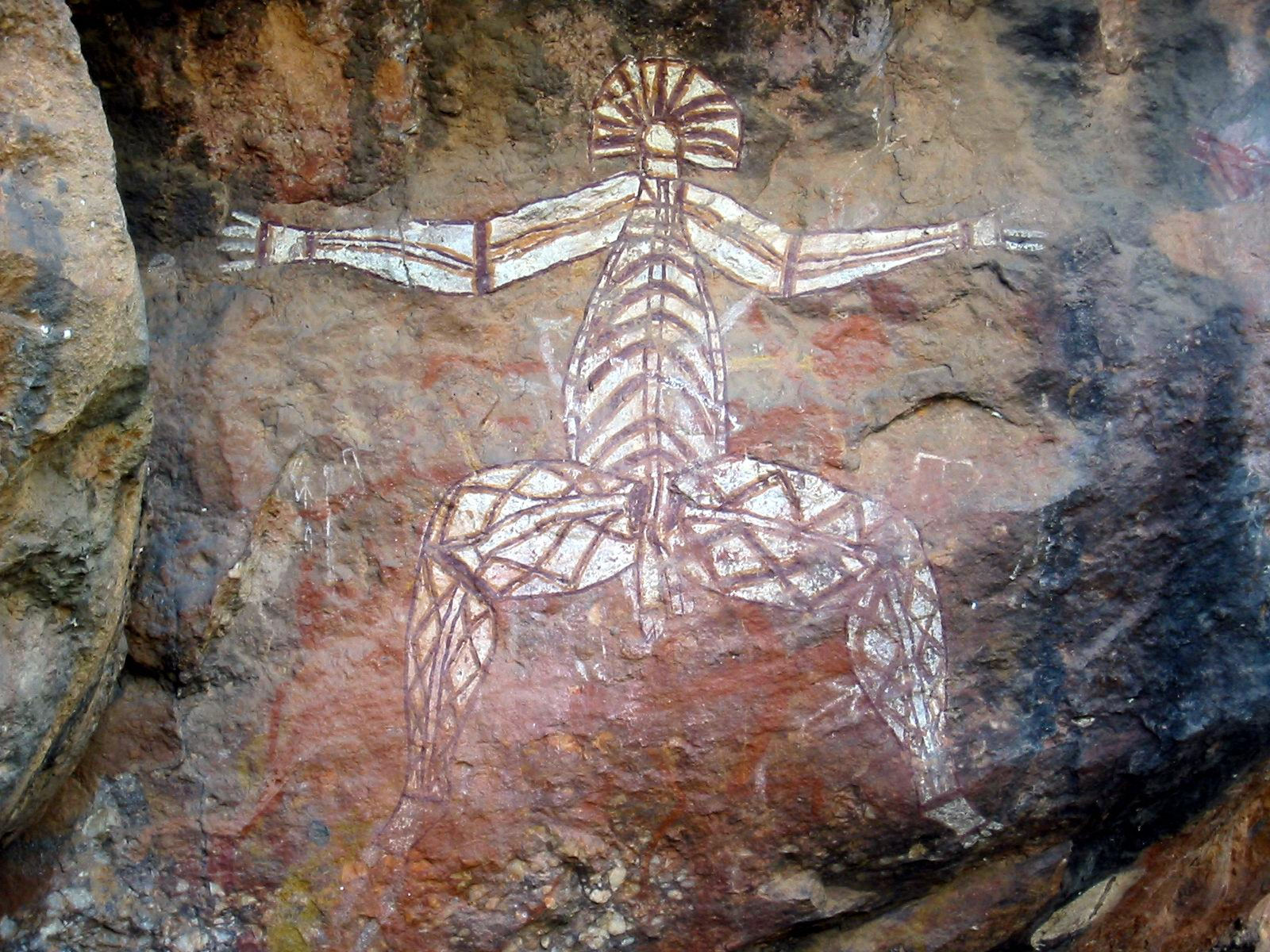
Arte aborigen en el parque nacional Kakadu.

Más de una cuarta parte del población del Territorio del Norte está constituida por aborígenes australianos, lo que constituye una población mayor que en ningún otro estado o territorio de Australia. Sin embargo, la esperanza de vida de los aborígenes australianos es menor que la de los europeos del Territorio. Esta estadística es similar a la del resto de Australia y una causa de vergüenza para muchos australianos. Existen varias comunidades aborígenes, sobre todo pitjantjatjara, luritja, warlpiri y yolngu.
La Ley de los Derechos de Propiedad de la Tierra Aborigen de 1976 (Aboriginal Land Rights (Northern Territory) Act 1976), aprobada durante el gobierno de Malcolm Fraser, estableció los fundamentos para que los aborígenes del Territorio pudieran, por primera vez en la historia de la Australia posterior a su colonización por los europeos, reclamar derechos de propiedad sobre el territorio basados en su ocupación tradicional. Esta ley permitió que los títulos de propiedad de la mayoría de las tierras de las reservas aborígenes fuesen transferidas a estos, así como la oportunidad de reclamar la propiedad comunitaria sobre otros terrenos que no fuesen poseídos, arrendados o siendo usados por nadie más.
Los Consejos de la Tierra (Land Councils) son los órganos representativos a los que la ley confiere autoridad legal. También asumen responsabilidades tal como establece la Ley de los Títulos de Propiedad Nativos de 1993 (Native Title Act 1993) y la Ley de las Tierras de Pastos de 1992 (Pastoral Land Act 1992). En el Territorio existen en cuatro Consejos:
- El Consejo de la Tierra Anindilyakawa abarcando Groote Eylandt en el Golfo de Carpentaria.
- El Consejo de la Tierra Central se encuentra en la mitad sur del Territorio. Cubre 771.747 km² de áreas remotas, accidentadas y a menudo inaccessible. Existen unos 18.000 aborígenes de unos quince grupos lingüísticos diferentes en Australia Central.
- El Consejo de la Tierra Septentrional abarcando el Top End.
- El Consejo de la Tierra Tiwi abarcando las islas Bathurst y Melville al norte de Darwin.

## Geografía

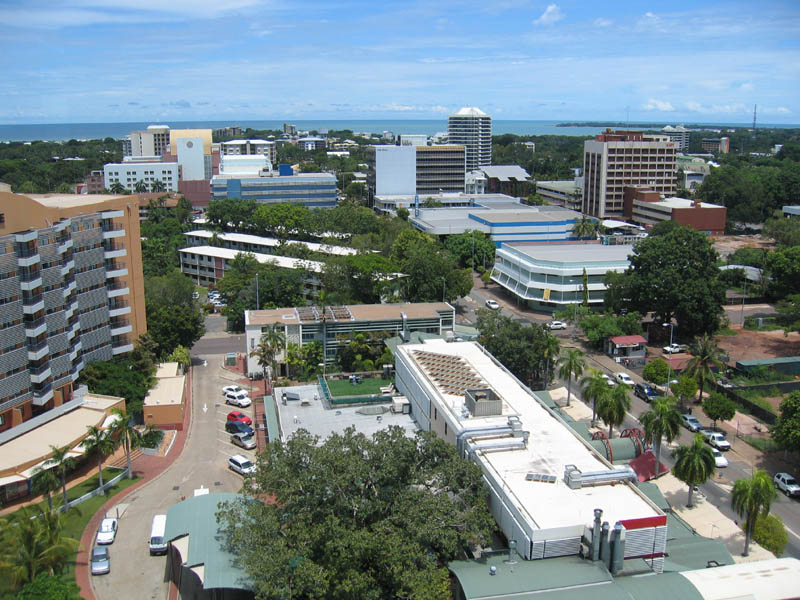
Darwin, capital del territorio.

El Territorio del Norte es bañado es su zona septentrional por el mar de Arafura y el golfo de Carpentaria.
Tiene una superficie de 1'349.129 km², que para efectos comparativos es similar a la de Perú o a la de la provincia de Quebec.
En el Territorio del Norte se encuentran las formaciones rocosas Uluru (Ayers Rock) y Kata Tjuta (The Olgas), lugares sagrados para los aborígenes e importantes atracciones turísticas, situadas dentro del parque nacional Uluru-Kata Tjuta. Otros montes importantes son el Conner, el Sonder, el Zeil y el Liebig.
Sus principales cordilleras son la MacDonnell y la Musgrave.

### Parques nacionales

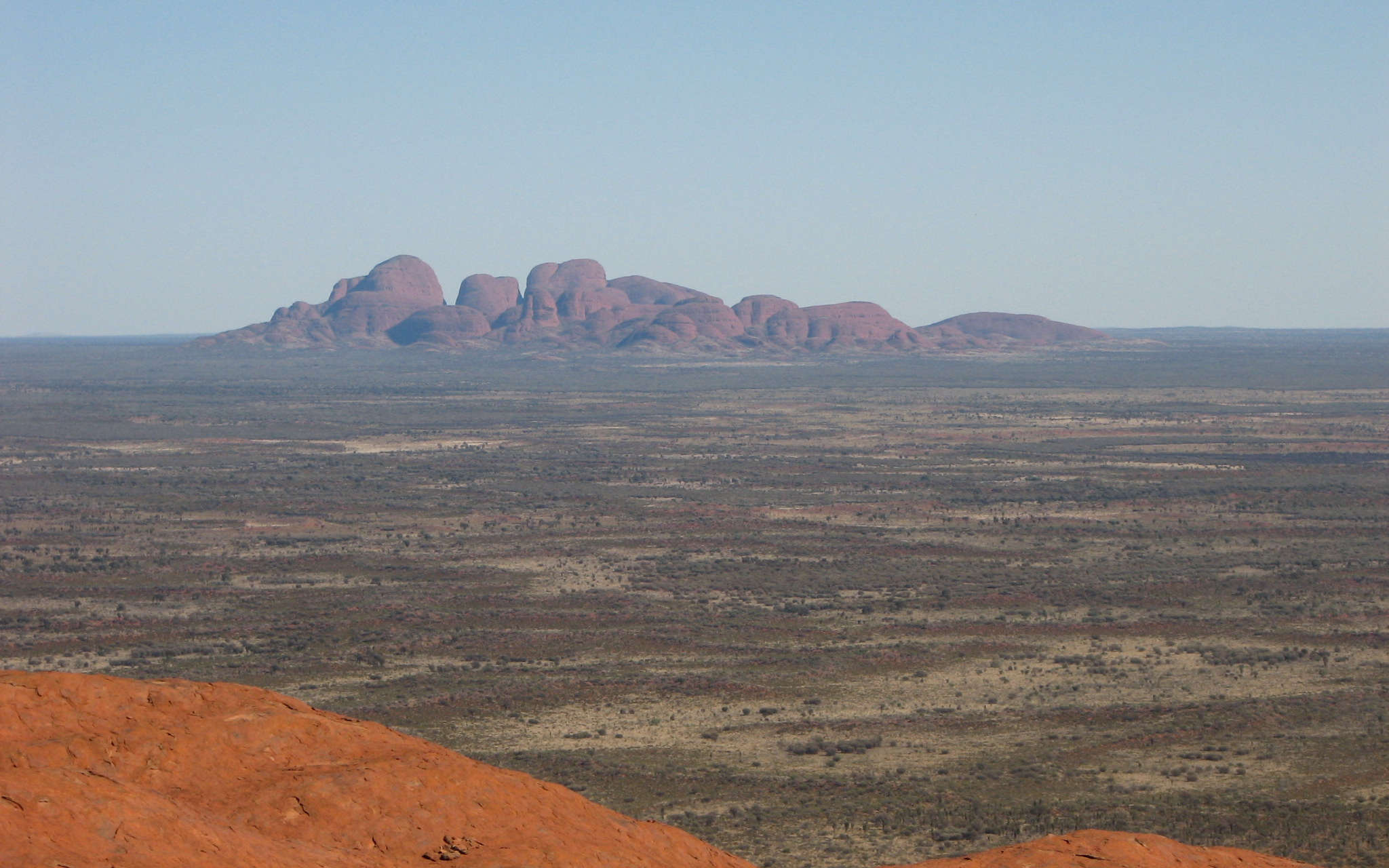
Kata Tjuta, desde lo alto del Uluru.

En Territorio del Norte se encuentran los siguientes parques nacionales:
- Río Keep, ubicado a 418 km al suroeste de Darwin.
- Darwin, muy cerca de la capital homónima.
- Davenport Murchison, a 1 033 km al sureste de Darwin.
- Djukbinj, que forma parte de las Planicies Marrakai y del área de la desembocadura del río Adelaida.
- Elsey, a 378 km al sureste de la capital.
- Garganta Finke, de importancia cultural para el pueblo arrernte.
- Garig Gunak Barlu, resultado de la fusión de los parques de Gurig y Cobourg.
- Judbarra, a 359 km de Darwin.

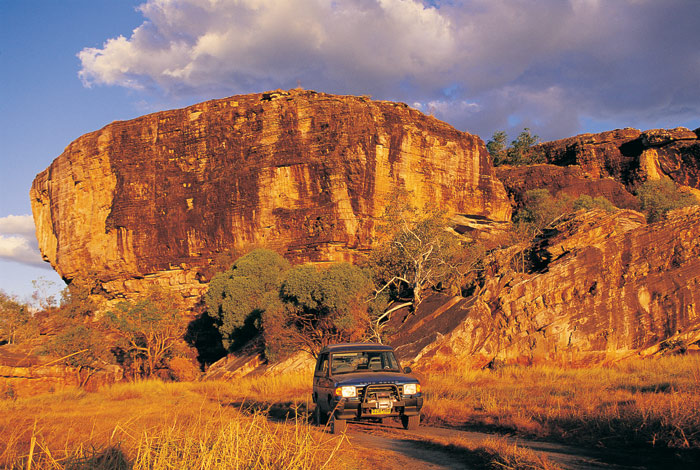
Formaciones rocosas en el Kakadu.

- Kakadu, inscrito en la lista del Patrimonio de la Humanidad de la Unesco, se encuentra en la zona norte del Territorio y está compuesto por una serie de pantanos.
- Montañas Dulcie, a 1 235 km al sureste de la capital.
- Nitmiluk, creado alrededor de una serie de gargantas del río Katherine y de las cataratas Edith, a 244 km al sureste de Darwin.
- Uluṟu-Kata Tjuṯa, que abarca 1 326 km² e incluye la formación rocosa de Uluru y, a 40 kilómetros al oeste, la cadena rocosa de Kata Tjuta.
- Watarrka, localizado a 1 316 km al sur de Darwin y a 323 km al suroeste de Alice Springs, que incluye el Cañón de los reyes.
- MacDonnell Oeste, extiende por la cordillera MacDonnell al oeste de Alice Springs, a 1 234 km al sur de Darwin.

### Ríos y lagos

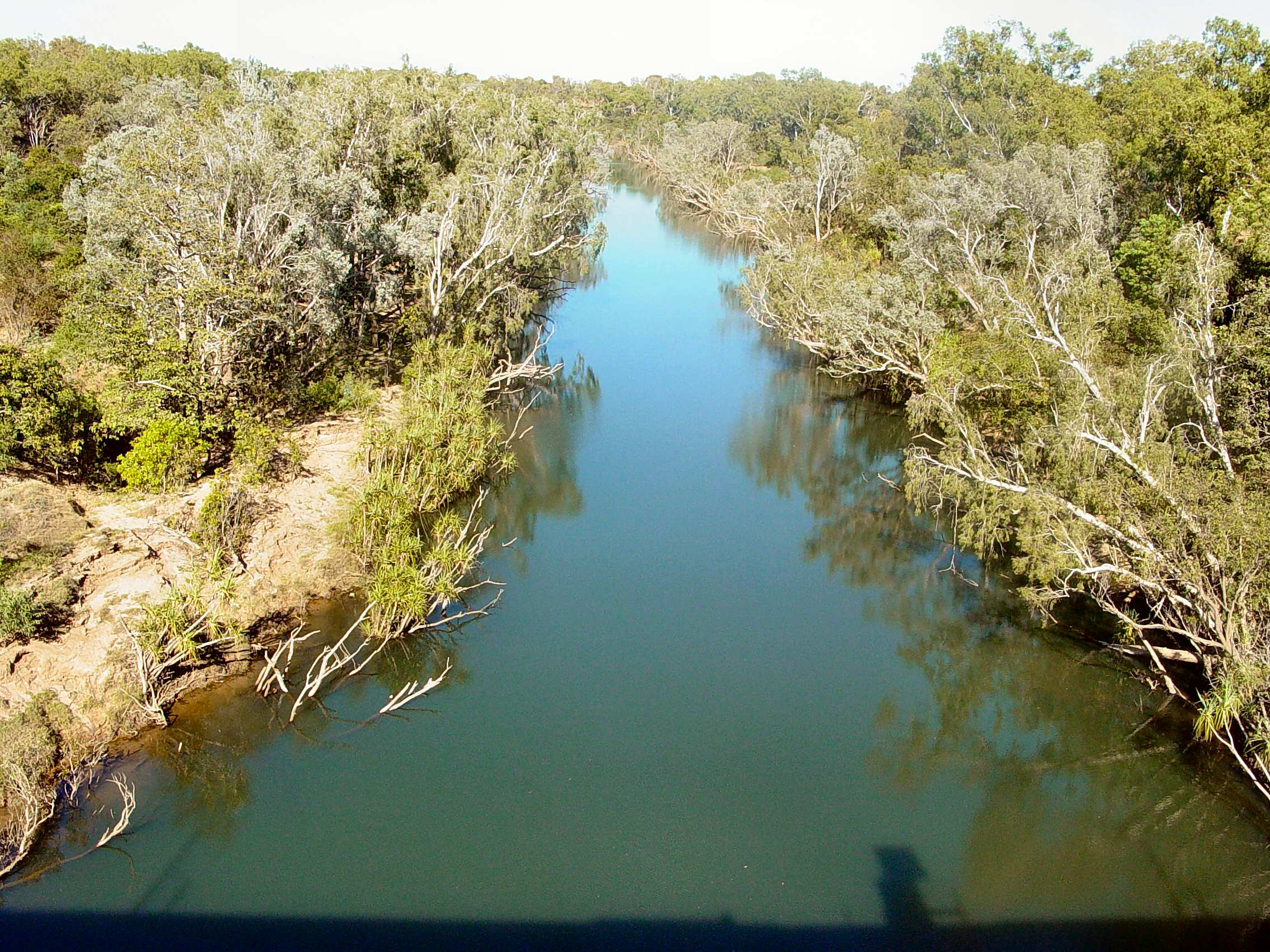
Río Katherine.

Sus principales cursos fluviales son los ríos Aligátor, Katherine, Daly, Finke, McArthur, Roper, Georgina y Todd. El Victoria, de 560 km de longitud, desemboca en el golfo José Bonaparte, en el mar de Timor.
Dentro de los lagos del Terririo del Norte se encuentran el Mackay, el Amadeo, el Tarrabool, el Alexander y el Bennet.

## Economía
Entre 2003 y 2006, el producto interno bruto (PIB) pasó de $8 670 a $11 476 millones, con un crecimiento del 32,4 %. Entre 2006 y 2007, creció a un ritmo anual del 5,5 %. Su PIB per cápita, de $72 496, es mayor que el de cualquier otro estado o territorio australiano, así como mayor que el PIB nacional, de $54 606. Sus importaciones son del orden de $2 887,8 millones.

### Minería

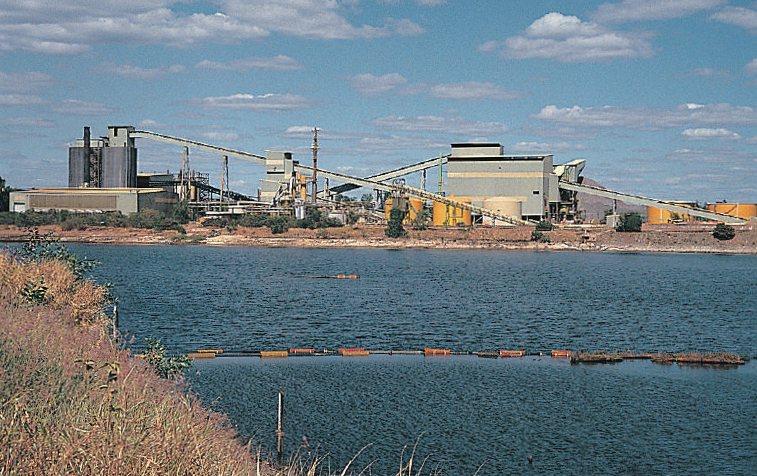
Mina de uranio de Ranger.

La economía del Territorio se basa en la minería de combustible, entre ellos petróleo y uranio, una actividad que registra $2500 millones, es decir el 26 % del PIB del Territorio (la media nacional es del 7 %).
Gracias al petróleo y al gas, las exportaciones del Territorio aumentaron un 19 % entre 2005 y 2006. Las principales exportaciones han sido en efecto la maquinaria y el equipamiento de construcción (58,4 %) así petróleo, carbón, químicos y maquinaria de extracción y de producción de esos materiales (17 %).
Las principales extracciones mineras son de bauxita en la península de Gove, con $254 millones en 2007-08, y de manganeso en Groote Eylandt, con $1 100 millones. Se calcula que la extracción de oro creció en un 21,7 %, lo que produjo $482 millones, en la planta de Union Reefs. Por su parte, el uranio se extrae en la Mina de uranio de Ranger, en el parque nacional Kakadu.

### Turismo
El turismo es una de las mayores industrias del territorio, con destinos internacionales como Uluru y Kakadu. Las playas de Darwin son muy visitadas todo el año, sobre todo durante los meses de invierno. Entre 2005 y 2006, el Territorio fue visitado por 1,38 millones de personas, con un total de 9,2 millones de noches de hotel y un gast de cerca de $1 500 millones. El eslogan oficial del Territorio es "You'll Never Never Know if you Never Never Go" (Nunca sabrás si no vas nunca jamás).